# Louis Lebrun
Pour les articles homonymes, voir Louis Lebrun (homonymie).
Louis Lebrun, né en 1770 à Douai et probablement mort en 1840, est un architecte et dessinateur français, qui a participé à l'expédition vers les Terres australes, conduite par Nicolas Baudin au départ du Havre à compter du 19 octobre 1800.

## Biographie

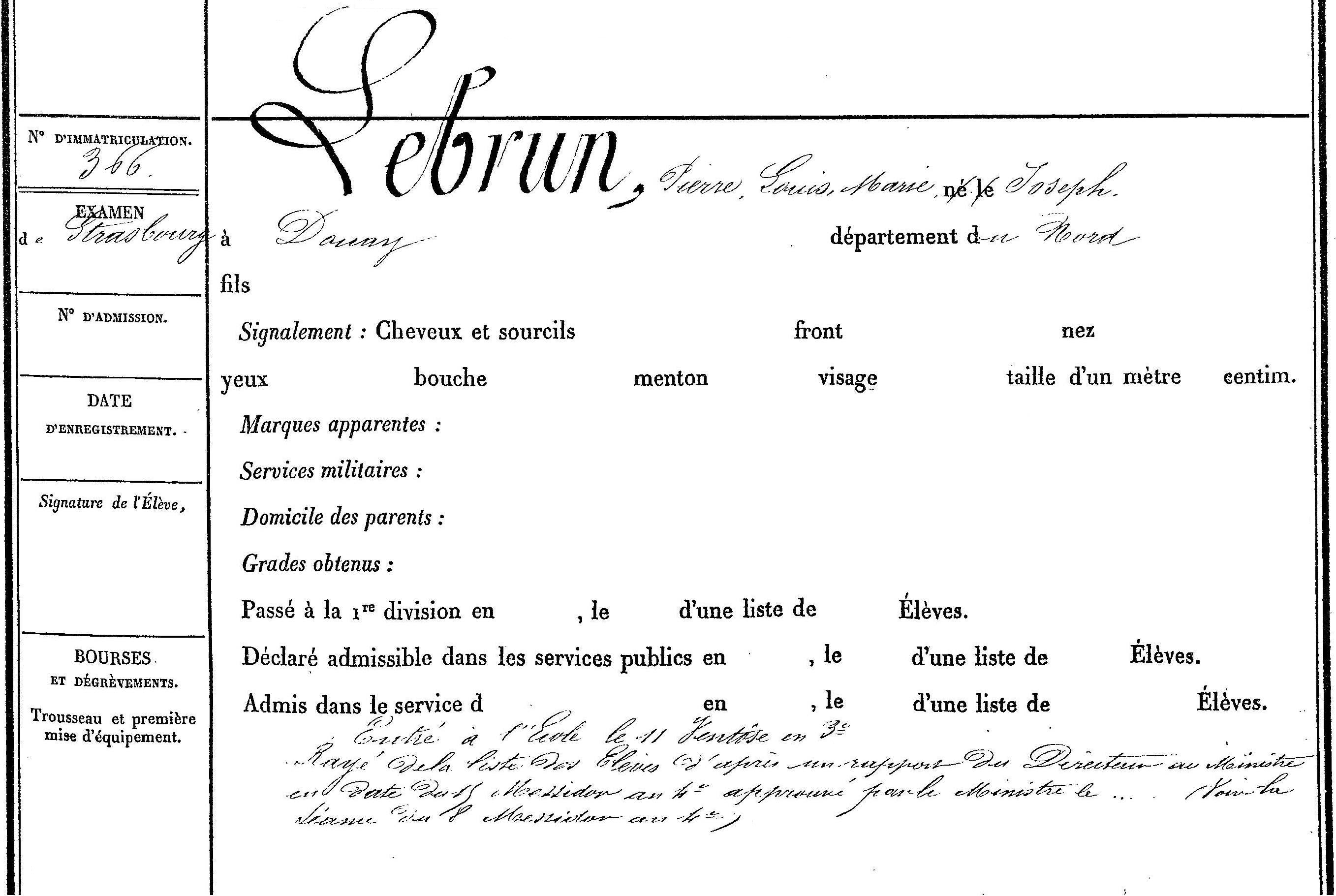
Fiche matricule de Louis Lebrun (X1794)
(collections de l'École polytechnique)

Né en 1770 à Douai, Pierre Louis Marie Joseph Lebrun montre dès l'enfance des dispositions pour le dessin et les mathématiques. Il étudie la peinture et se présente en 1794 au jury de sélection de la première promotion de l'École polytechnique, où il est reçu à l'âge de vingt-quatre ans dans la promotion du 11 pluviôse an III (30 janvier 1795), puis admis le 11 ventôse an III (1er mars 1795),.
Sa fiche matricule, de ce qui est encore l'École centrale des travaux publics apporte les précisions suivantes « Entré à l'École le 11 ventôse an III (1er mars 1795). Rayé de la liste des élèves d'après un rapport du Directeur au Ministre en date du 15 messidor an IV (3 juillet 1796) approuvé par le Ministre le ... (voir la séance du 8 messidor an IV (26 juin 1796)) ».
On en sait davantage sur Louis Lebrun et son exclusion de l'École par une série d'articles De la nécessité de réformer l'Académie et les écoles d'architecture,, publiés à partir de 1828 dans Le  journal du Génie civil, des Sciences et des Arts par Maurice Jeannin, attaché au ministère de l'Intérieur, professeur de Mathématiques, dont un consacré à son Précis universel sur la statique des voûtes.

« En entrant à ce sujet dans quelques détails sur les études de cet architecte, notre seul but est de fixer l'opinion sur ses droits au titre imposant dont il se décore d'ancien élève de l'école polytechnique, et sur le degré de confiance que l'on doit accorder à ses ouvrages.
Beaucoup de personnes savent que cette école célèbre a été créée le 7 vendémiaire an III (28 septembre 1794), sans aucune opposition de la part de la Convention nationale. À cette époque, les conditions d'admission étaient fort douces, car l'examen ne roulait que sur l'arithmétique et les simples éléments de l'algèbre et de la géométrie ; et encore, d'après leurs instructions, les examinateurs devaient-ils plutôt apprécier les facultés intellectuelles et les principes de républicanisme des jeunes candidats, que leurs connaissances acquises.
M. Lebrun a été examiné le 11 brumaire an III (1er novembre 1794), à Strasbourg. Il était à cette époque caporal dans un régiment d'artillerie en garnison à Schelestadt. Son entrée à l'école polytechnique a eu lieu le 10 frimaire suivant (30 novembre 1794) ; mais, sur le rapport du célèbre ingénieur en chef Lamblardie, alors directeur de l'école, le ministre de l'intérieur a rayé, le 8 nivôse an IV (29 décembre 1795), de la liste des élèves, M. Lebrun et trois de ses camarades, parce qu'ils ne suivaient pas les cours.
Récapitulons : du 30 novembre 1794, époque de l'entrée de M. Lebrun à l'école polytechnique, au 29 décembre 1795, date de sa radiation de la liste des élèves, il s'est écoulé à peu près treize mois, desquels il faut retrancher quatre mois environ pour
l'organisation des études, en sorte que cet architecte n'aurait pu, tout au plus, suivre les cours que pendant neuf mois. Or, les eût-il suivis assidûment, la somme des connaissances scientifiques qu'il aurait acquises aurait été très médiocre ; mais comme il a été rayé pour ne les avoir pas suivis du tout, il en résulte que le titre qu'il prend d'ancien élève de l'école polytechnique ne peut être d'aucun poids en sa faveur. Quant à l'instruction qu'il aurait pu acquérir au-dehors sur toutes les matières enseignées dans l'école, le compte que nous avons déjà rendu d'une partie de sa statique des voûtes, prouve clairement qu'il y a nullité complète sous ce dernier rapport. »

En 1800, la jeune communauté scientifique parisienne, parmi eux les polytechniciens des toutes premières promotions, ne parle que des préparatifs de  l'expédition Baudin qui vient d'obtenir l'aval de Bonaparte de retour d'Égypte.
Les officiers, officiers mariniers et équipages du Voyage de découvertes aux terres australes sont choisis avec un soin extrême : vingt-deux savants civils, dont deux astronomes, deux ingénieurs géographes, un ingénieur du génie maritime, cinq zoologistes (dont le zoologiste et médecin François Péron, élève de Cuvier), trois botanistes et trois dessinateurs chargés de constituer un véritable reportage sur les pays visités.
Louis Claude de Saulces de Freycinet qui en dresse la liste indique que Lebrun embarque comme dessinateur-architecte à bord de la corvette le Géographe que dirige le capitaine de vaisseau Nicolas Baudin. Jean-Baptiste Bory de Saint-Vincent retenu comme zoologiste sur la corvette Le Naturaliste du capitaine de frégate Hamelin note quant à lui dans le Voyage dans les quatre principales îles des mers d'Afrique qu'il publie en 1804, que Lebrun s'embarque en tant que dessinateur-adjoint.
Nicolas-Martin Petit est le seul dessinateur à poursuivre le voyage après que Lebrun et le dessinateur en chef Jacques-Gérard Milbert, malades, sont restés à l'hôpital de Port-Louis, sur l'île de France, en avril 1801.
Après son retour en France, Louis Lebrun se consacre à l'architecture, en publiant de nombreux ouvrages théoriques. En 1810, il est établi à Paris, au 51 rue du Faubourg-Montmartre, et en 1832 au 8 rue de Chabrol.
Il meurt probablement en 1840.

## Publications
- M. Masclet, sous-préfet de Douai, placé sous les yeux du public dans son véritable aspect [signé : Lebrun. 20 avril 1807], 1807 [lire en ligne]

- Théorie de l'architecture grecque et romaine, déduite de l'analyse des monumens antiques, Paris, Joubert, 1807 [lire en ligne]
- Observation sur la cause du peu de solidité des écrits des architectes sur l'architecture, suivie d'une Sommation qui commande la suspension de l'enseignement actuel de l'architecture, Paris, impr. de A. Le Clère, 1807
- Mémoire descriptif des expériences qui confirment le véritable principe de stabilité des voûtes, d’où l'on tire la proportion et le nombre des ordres de l'architecture..., Paris,  impr. de A. Le Clère, 1809
- Projet de réunion du Louvre avec les Tuileries (plan), 1809
- Formation géométrique des quatre ordres de l'architecture grecque, et leurs proportions déduites des proportions arithmétiques et fondées sur la stabilité..., Paris, Garnier, 1816
- Mémoire sur l'église de Sainte-Geneviève, et correction du plan de ce monument, 1817[19]
- Mémoire au roi sur l'erreur déplorable des architectes en architecture qui, de cette science antique et célèbre, n'en firent qu'un art imaginaire et servile, Paris, impr. de Lottin de Saint-Germain, 1817
- Mémoire contre l'enseignement professé jusqu'à présent dans l'École royale d'architecture, appuyé de la correction du plan, de la coupe et de l'élévation de l'église de Sainte-Geneviève... adressé à MM. les membres de la Chambre des Députés, Paris, impr. de Lottin de Saint-Germain, 1819
- Second mémoire adressé à MM. les membres de la Chambre des Députés contre l'enseignement professé jusqu'à présent dans l'École royale d'architecture de Paris, [Décembre 1819], Paris, impr. de Hocquet, 1819-1824

- Appel aux savans, aux ingénieurs et aux géomètres, dans l'examen des principes retrouvés de l'architecture, et au gouvernement pour l'admission de ces mêmes principes dans l'enseignement de cette science, Paris, impr. de Hocquet, 1820

- Mémoire au roi en son conseil sur les routines qui existent dans l'enseignement des écoles royales d'architecture, sur la tolérance ou l'aveuglement, à cet égard, du ministère de l'Intérieur, sur les fausses doctrines professées par les membres de l'Académie d'architecture et sur la nécessité de réformer toutes les parties de cet enseignement, impr. de Everat, 1821
- Précis universel sur la statique des voûtes et sur leur formation, constituées en mêmes principes de statique et de formes que dans les élémens de l'architecture grecque, Paris, impr. de Éverat, 1828
- Cours écrit de l'architecture grecque et romaine, à l'usage de tous, démontrée et appliquée d'après ses véritables principes de formes, de proportion et de stabilité ; divisée en six leçons, etc. Paris, Imp. de Chaignieau, 1829 (trois leçons ont été publiées)
- Cahier de décorations intérieures et d'ameublemens d'un palais, d'après les dessins de MM. Le Brun et Demetz, Paris, Bance aîné, 1834
- Précis général contre le manque des principes de proportion et de stabilité des deux Écoles d'architecture et des ponts et chaussées, et application de ces principes au transport et à la pose de l'obélisque de Louqsor, mis en place avec 6 hommes, Paris, Mansut, 1834